# Iñaki García Sendín
José Ignacio García Sendín (20 de noviembre de 1969 en Bilbao, Vizcaya, España), más conocido como Iñaki, es un exfutbolista español que jugaba como guardameta.
A lo largo de su trayectoria deportiva jugó 150 encuentros de Segunda División y cerca de 200 en Segunda B.

## Trayectoria deportiva
Iñaki se formó en la cantera del Athletic Club, debutando con el Bilbao Athletic en febrero de 1989. En octubre de 1990 fue suplente de Kike en un encuentro de la selección española sub-21 frente a Islandia. Tras no hacerse con la titularidad en el filial, en 1991, se marchó al Sestao Sport de la Segunda División. Después de una buena campaña en el cuadro verdinegro, firmó por el Real Burgos de la Primera División para ser tercer portero. En su segunda campaña en el club burgalés, ya en Segunda División, se hizo con el puesto en la portería. Después de un breve paso por el Amurrio y la UD Almería, llegó a la SD Huesca en enero de 1996 donde fue indiscutible. En verano de 1996 llegó al CD Castellón, donde pasó media temporada hasta su marcha al FC Andorra. En la temporada 1997-98 fue el guardameta titular del Real Murcia en Segunda B, encajando 28 goles en 36 encuentros.
En verano de 1998 llegó al Elche CF, logrando el ascenso a Segunda División en su primera campaña aunque como suplente de Iñaki Lafuente. En las siguientes dos temporadas, fue el portero titular del equipo ilicitano en la categoría de plata. En 2001 firmó por el Ciudad de Murcia y, un año más tarde, por el Algeciras CF donde logró el ascenso a Segunda División. En 2004 se marchó al FC Cartagena, donde jugó su última temporada en un club de Segunda B.
En 2007 puso fin a su carrera como guardameta tras dos temporadas en diversos clubes de Tercera División como el Mar Menor, el Lorquí y el Molinense. Tras su retirada, comenzó una nueva etapa como entrenador de porteros del Granada 74. Como anécdota, fue inscrito en la plantilla del equipo en Segunda División aunque sólo fue convocado en una ocasión. Posteriormente, fue entrenador de porteros del Granada CF entre 2010 y 2016 o, ya en 2020, del Wuhan Zall chino.

## Clubes
| Club                | País    | Periodo   |
| ------------------- | ------- | --------- |
| Bilbao Athletic     | España  | 1989-1991 |
| Sestao Sport        | España  | 1991-1992 |
| Real Burgos         | España  | 1992-1994 |
| Amurrio Club        | España  | 1994-1995 |
| UD Almería          | España  | 1995      |
| SD Huesca           | España  | 1996      |
| CD Castellón        | España  | 1996-1997 |
| Fútbol Club Andorra | Andorra | 1997      |
| Real Murcia         | España  | 1997-1998 |
| Elche CF            | España  | 1998-2001 |
| Ciudad de Murcia    | España  | 2001-2002 |
| Algeciras CF        | España  | 2002-2004 |
| FC Cartagena        | España  | 2004-2005 |
| AD Mar Menor        | España  | 2005      |
| Lorquí              | España  | 2006      |
| CD Molinense        | España  | 2006-2007 |
| Granada 74          | España  | 2007-2008 |